# Saint-Lormel
Saint-Lormel [sɛ̃lɔʁmɛl] est une commune du département des Côtes-d'Armor, dans la région Bretagne, en France.

## Géographie

### Localisation
Située dans le nord-est des Côtes-d'Armor à environ trois kilomètres au nord de Plancoët, la commune de Saint-Lormel s'étend rive gauche de l'Arguenon jusqu'à la baie de l'Arguenon.

### Communes limitrophes

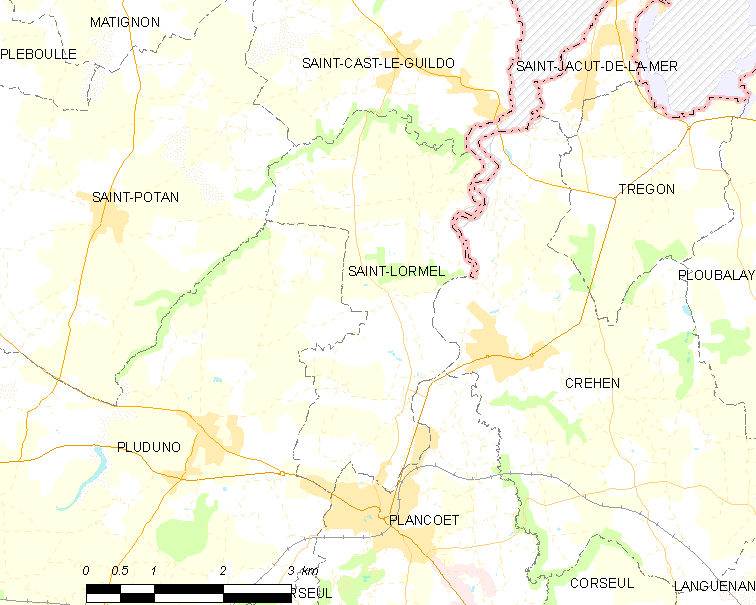
Carte de la commune de Saint-Lormel et des communes avoisinantes.

| Saint-Pôtan | Saint-Cast-le-Guildo |        |
|             | Saint-Lormel         | Créhen |
| Pluduno     | Plancoët             |        |

### Lieux-dits et écarts
Nombreux hameaux dont le Vieux Bourg, la Ville-Robert, la Ville-Meneuc...

### Relief et hydrographie

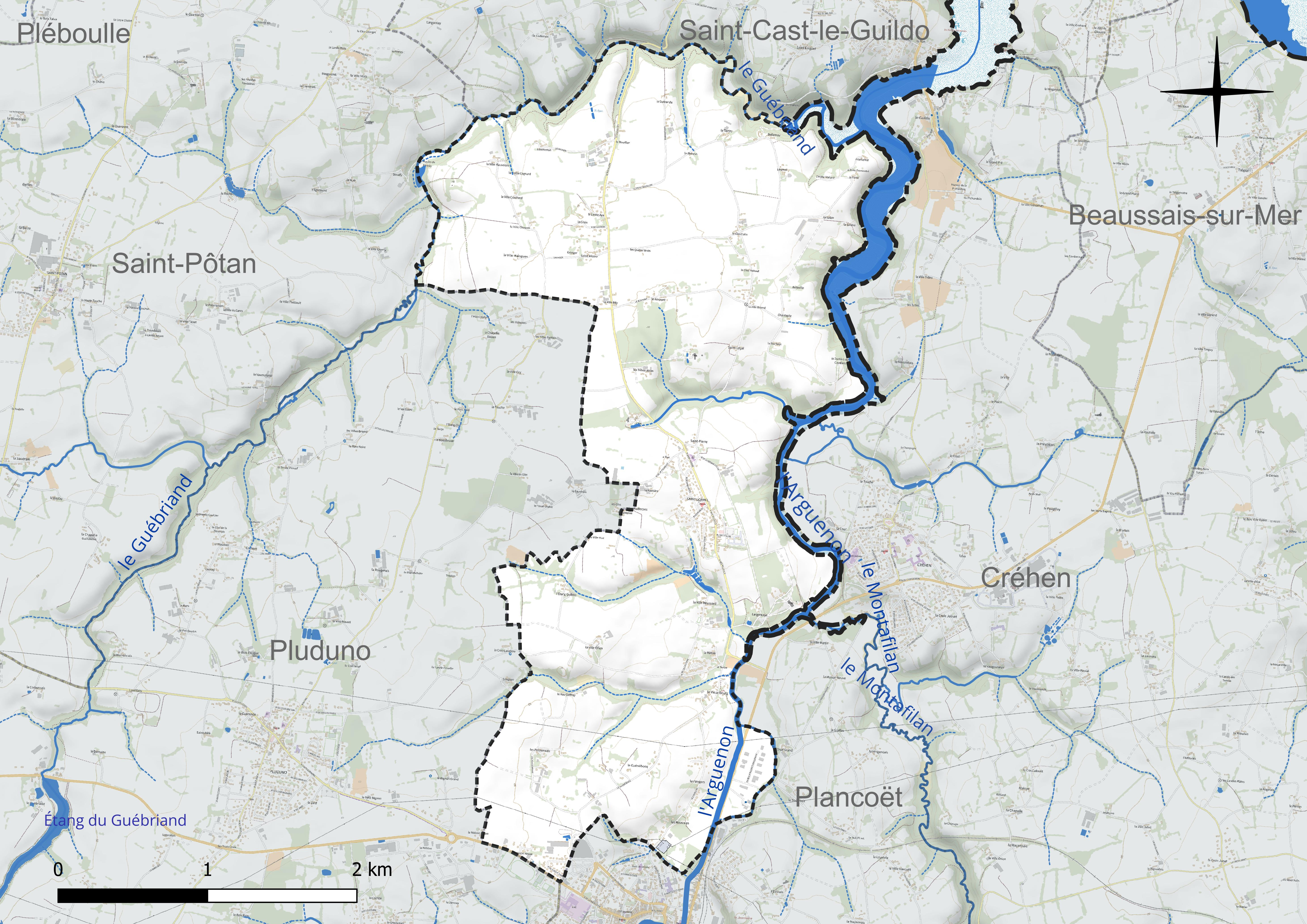
Carte du réseau hydrographique de la commune de Saint-Lourmel.

### Hydrographie
Pour un article plus général, voir Réseau hydrographique des Côtes-d'Armor.
La commune est située dans le bassin Loire-Bretagne. Elle est drainée par l'Arguenon et le Guébriand,.
L'Arguenon, d'une longueur de 53 km, prend sa source dans la commune du Mené et se jette  dans la Manche en limite de Saint-Cast-le-Guildo et de Saint-Jacut-de-la-Mer, après avoir traversé dix communes. 
Le Guébriand, d'une longueur de 20 km, prend sa source dans la commune de Plédéliac et se jette  dans la baie de l'Arguenon sur la commune et de Saint-Cast-le-Guildo, après avoir traversé six communes. 

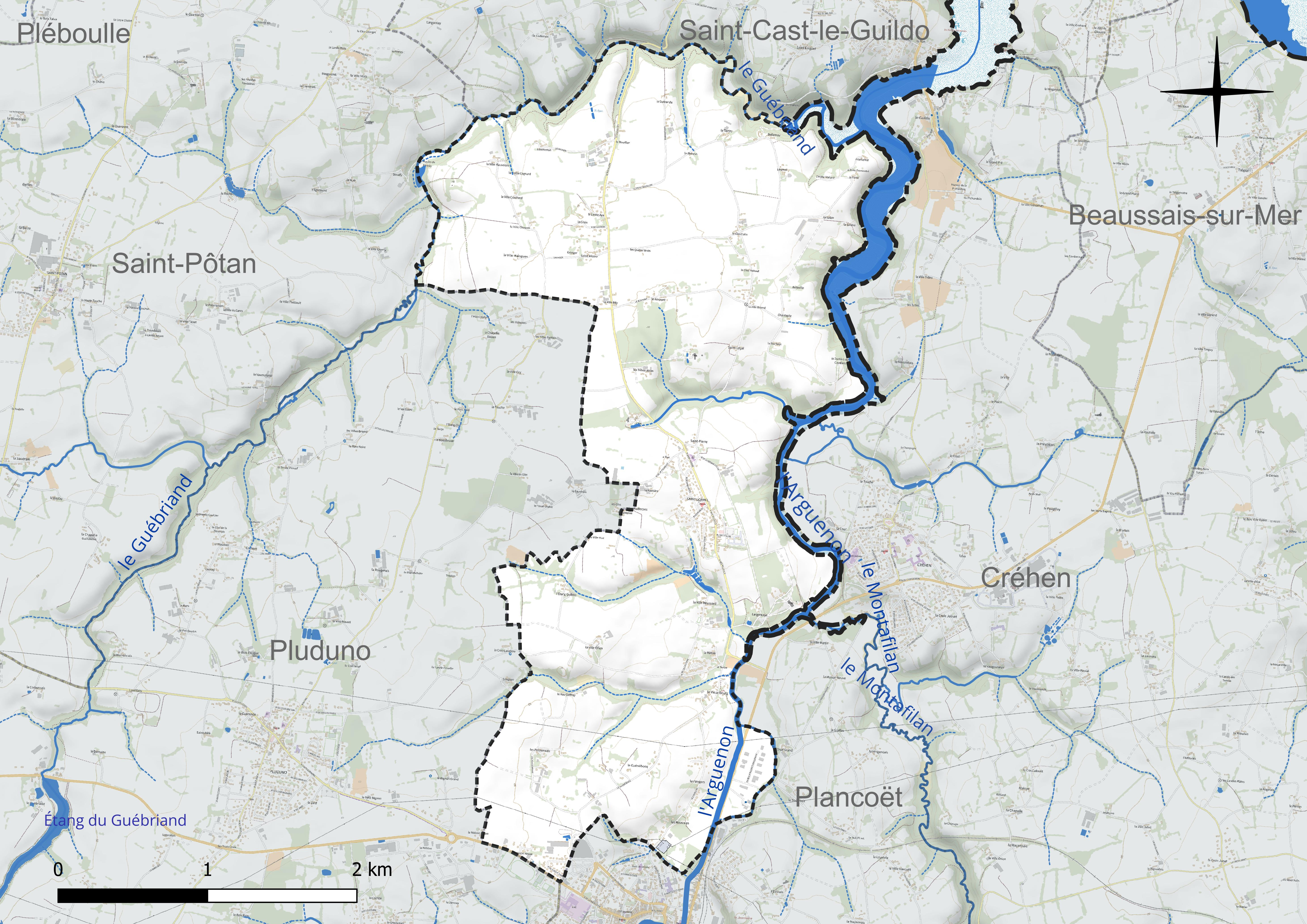
Réseau hydrographique de Saint-Lormel.

### Climat
Pour des articles plus généraux, voir Climat de la Bretagne et Climat des Côtes-d'Armor.
En 2010, le climat de la commune est de type climat océanique franc, selon une étude du CNRS s'appuyant sur une série de données couvrant la période 1971-2000. En 2020, Météo-France publie une typologie des climats de la France métropolitaine dans laquelle la commune est exposée à un climat océanique et est dans une zone de transition entre les régions climatiques « Finistère nord  » et « Bretagne orientale et méridionale, Pays nantais, Vendée ». Parallèlement l'observatoire de l'environnement en Bretagne publie en 2020 un zonage climatique de la région Bretagne, s'appuyant sur des données de Météo-France de 2009. La commune est, selon ce zonage, dans la zone « Intérieur », exposée à un climat médian, à dominante océanique.
Pour la période 1971-2000, la température annuelle moyenne est de 11,4 °C, avec  une amplitude thermique annuelle de 11,6 °C. Le cumul annuel moyen de précipitations est de 696 mm, avec 11,5 jours de précipitations en janvier et 6,3 jours en juillet. Pour la période 1991-2020, la température moyenne annuelle observée sur la station météorologique la plus proche, située sur la commune de Pleurtuit à 13 km à vol d'oiseau, est de 11,9 °C et le cumul annuel moyen de précipitations est de 752,0 mm,. Pour l'avenir, les paramètres climatiques de la commune estimés pour 2050 selon différents scénarios d’émission de gaz à effet de serre sont consultables sur un site dédié publié par Météo-France en novembre 2022.

## Urbanisme

### Typologie
Au 1er janvier 2024, Saint-Lormel est catégorisée commune rurale à habitat dispersé, selon la nouvelle grille communale de densité à 7 niveaux définie par l'Insee en 2022.
Elle est située hors unité urbaine. Par ailleurs la commune fait partie de l'aire d'attraction de Plancoët, dont elle est une commune de la couronne,. Cette aire, qui regroupe 2 communes, est catégorisée dans les aires de moins de 50 000 habitants,.
La commune, bordée par l'estuaire de l'Arguenon, est également une commune littorale au sens de la loi du 3 janvier 1986, dite loi littoral. Des dispositions spécifiques d’urbanisme s’y appliquent dès lors afin de préserver les espaces naturels, les sites, les paysages et l’équilibre écologique du littoral, tel le principe d'inconstructibilité, en dehors des espaces urbanisés, sur la bande littorale des 100 mètres, ou plus si le plan local d’urbanisme le prévoit.

### Occupation des sols
L'occupation des sols de la commune, telle qu'elle ressort de la base de données européenne d’occupation biophysique des sols Corine Land Cover (CLC), est marquée par l'importance des territoires agricoles (85,7 % en 2018), en diminution par rapport à 1990 (89,9 %). La répartition détaillée en 2018 est la suivante : 
terres arables (44 %), zones agricoles hétérogènes (25,2 %), prairies (16,5 %), forêts (7,3 %), zones urbanisées (5,4 %), zones humides côtières (1,6 %). L'évolution de l’occupation des sols de la commune et de ses infrastructures peut être observée sur les différentes représentations cartographiques du territoire : la carte de Cassini (XVIIIe siècle), la carte d'état-major (1820-1866) et les cartes ou photos aériennes de l'IGN pour la période actuelle (1950 à aujourd'hui).

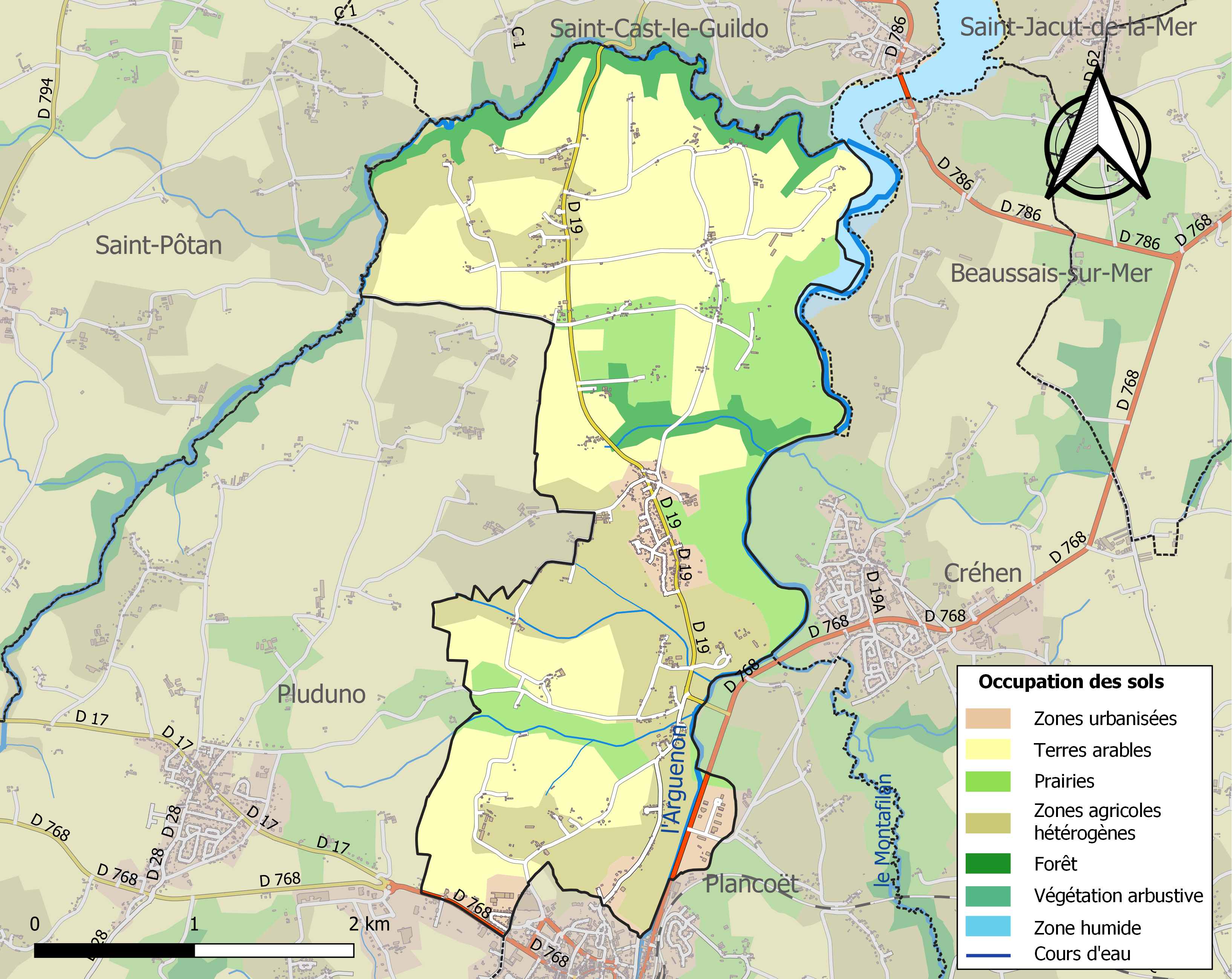
Carte des infrastructures et de l'occupation des sols de la commune en 2018 (CLC).

## Toponymie
Le nom de la localité est attesté sous les formes Sancto Lormello en 1516, Saint Lormel en 1709.
Selon J-Y Le Moing, le nom de la localité procéderait d'un anthroponyme breton, Leuhemel ou Leumel, qui se retrouve dans le cartulaire de Redon. « Saint-Lormel apparait comme le résultat d'une fausse régression, par notation savante, d'un nom propre breton confondu  avec un nom commun gallo », en l'occurrence l'ormeau, prononcé Leumè en gallo, et régulièrement orthographié sous les formes L'Oumel et L'Eumel.
Selon d'autres sources, son nom viendrait de saint Lunaire (parfois appelé Lenor ou Lormel) ; l'église paroissiale lui est dédiée.
Saint Lormè en gallo.

## Histoire

### Moyen-Âge
Selon Jean-Baptiste Ogée « en 1500, on connaissait dans ce territoire le manoir de l'Argentay [Argentaye], au sieur du Plessis-Bordais ; la Salle, au sieur de Guébriand ; la Motte, à Jacques Boschier ; les Courtils-Longs à Amaury Sauvaget ».

### Temps modernes

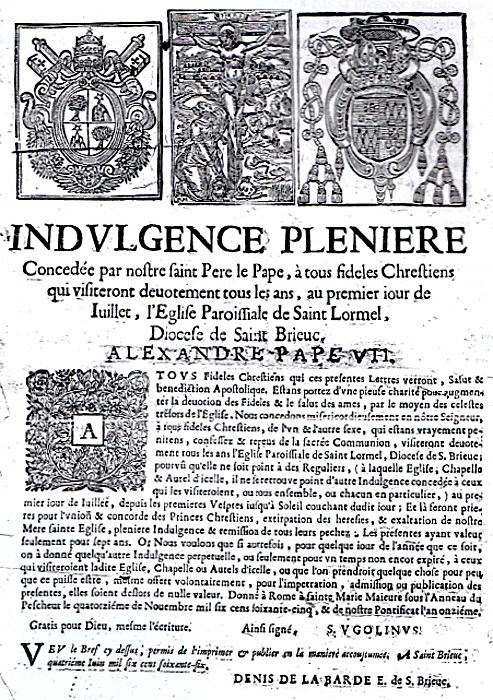
La bulle du pape Alexandre VII accordant indulgence plénière aux pèlerins.

La dévotion à saint Lourmel était importante dès le XVIIe siècle (et probablement bien avant) car l'église possédait une relique de ce saint [en fait saint Lunaire] comme en témoigne la bulle du pape Alexandre VII et publiée par l'évêque de Saint-Brieuc Denis de La Barde accordant une indulgence plénière aux pèlerins venant priant dans l'église paroissiale le  premier jour de juillet.
Une confrérie du Rosaire existait à Saint-Lourmel en 1729. La paroisse dépendait de l'archidiaconé de Penthièvre.

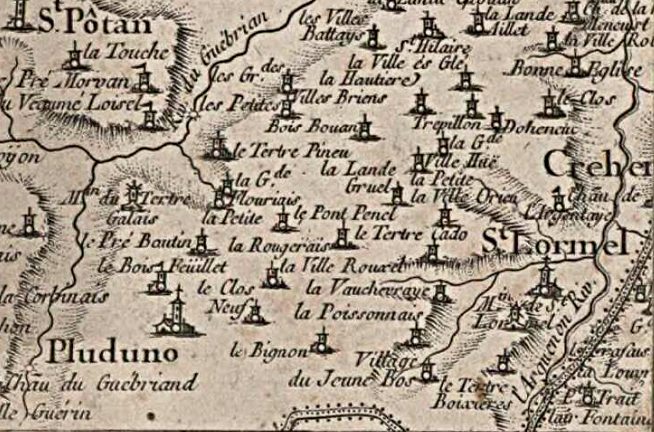
Carte de Cassini de Pluduno et Saint-Lormel (parties nord) datant de 1775 environ.

Jean-Baptiste Ogée décrit ainsi Saint-Lormel en 1778 :

« Saint-Lormel ; dans un fond ; à 8 lieues et demie à l'Est de Saint-Brieuc, son évêché ; à 13 lieues un quart de Rennes ; et à 4 lieues et demie de Lamballe, sa subdélégation. Cette paroisse ressortit à Jugon, et compte 300 communiants ; la cure est à l'alternative. Le territoire est coupé de quatre à cinq ruisseaux qui coulent dans les vallons, et qui vont se perdre dans la rivière de l'Arguenon ; on y voit des terres bien cultivées, des prairies, et des landes. Auprès du bourg est un monticule qui forme un très beau point de vue, et sur le sommet duquel est le moulin à vent de Lormel. Il se tient une foire par an dans ce bourg. »

Il cite aussi les manoirs de la Ville-Biens, la Ville-Meneust et la Ville-Robert.
La famille Lesquen-Largentaye, qui disposait donc d'un droit de haute justice, possédait aussi un droit seigneurial auquel devaient se soumettre tous les bateliers naviguant sur l'Arguenon, sous peine d'une amende : ils devaient chanter "Salut et joie à M. de Largentaye" ; il existait une chaîne qui barrait la rivière à ceux qui ne se seraient pas acquittés de ce devoir.

### Révolution française
L'assemblée des paroissiens de Saint-Lorel pour la préparation des États généraux de 1789 se réunit le 1er avril 1789 sous la présidence de Bameulle de Lantillais, sénéchal de la juridiction d'Avaugour, Largentais et Plancoët en présence de 19 paroissiens ; Jean Courbé est élu comme député pour représenter la paroisse à l'assemblée du tiers-état de la sénéchaussée. Un cahier de doléances est rédigé.
René Trobert, est recteur de Saint-Lormel depuis 1780 et accepté de prêter serment à la Constitution civile du clergé, devenant donc prêtre constitutionnel; devenant même recteur de Plancoët après la réunion des deux paroisses, mais il changea d'avis par la suite puisqu'il se maria le 16 thermidor an III (8 août 1794).
En 1792 la paroisse de Saint-Lormel est rattachée pour le culte à Plancoët ; elle ne revint paroisse autonome que par l'ordonnance du 16 mars 1820.

### LeXIXesiècle
Le village de la Gaterie et une partie habitée contiguë au bourg de Plancoët sont cédés à cette ville par la loi du 18 mars 1841.
A. Marteville et P. Varin, continuateurs d'Ogée, décrivent ainsi Saint-Lormel en 1853 :

« Saint-Lormel ; commune formée, en grande partie, de l'ancienne paroisse de ce nom ; aujourd'hui succursale. (..) Principaux villages : la Hautière, la Ville-Hue, l'Étang-Quihouas, la Ville-Moussard, la Métrie, les Cotières, le Geunebosq, les Possonnais, la Galerie. Maison notable : château de Largentaye. Superficie totale : 436 hectares 38 ares, dont (..) terres labourables 364 ha, prés et pâturages 26 ha, bois 18 ha, landes et incultes 4 ha (..). Une loi de 1801 a enlevé à Saint-Lormel une partie de son territoire pour la reporter à Plancoët. La route de Lamballe à Saint-Malo sert de limite à cette commune, dans le sud-ouest, sur une longueur d'environ 760 mètres. La petite rivière de Montafilan se jette dans l'Arguenon à l'est-sud-est du château de Largentaye. Géologie : granite ; au nord, roches amphiboliques. On parle le français [en fait le gallo]. »

En 1860, une première école est construite, propriété de M. de l'Argentaye ; elle est gérée par les Sœurs de la Divine Providence de Créhen. En 1883 le maire et son conseil municipal s'opposent à la loi de laïcisation des écoles de garçons et refusèrent tout projet de construction d'une école communale et il fallut attendre jusqu'en 1912 pour qu'il en soit construite une.

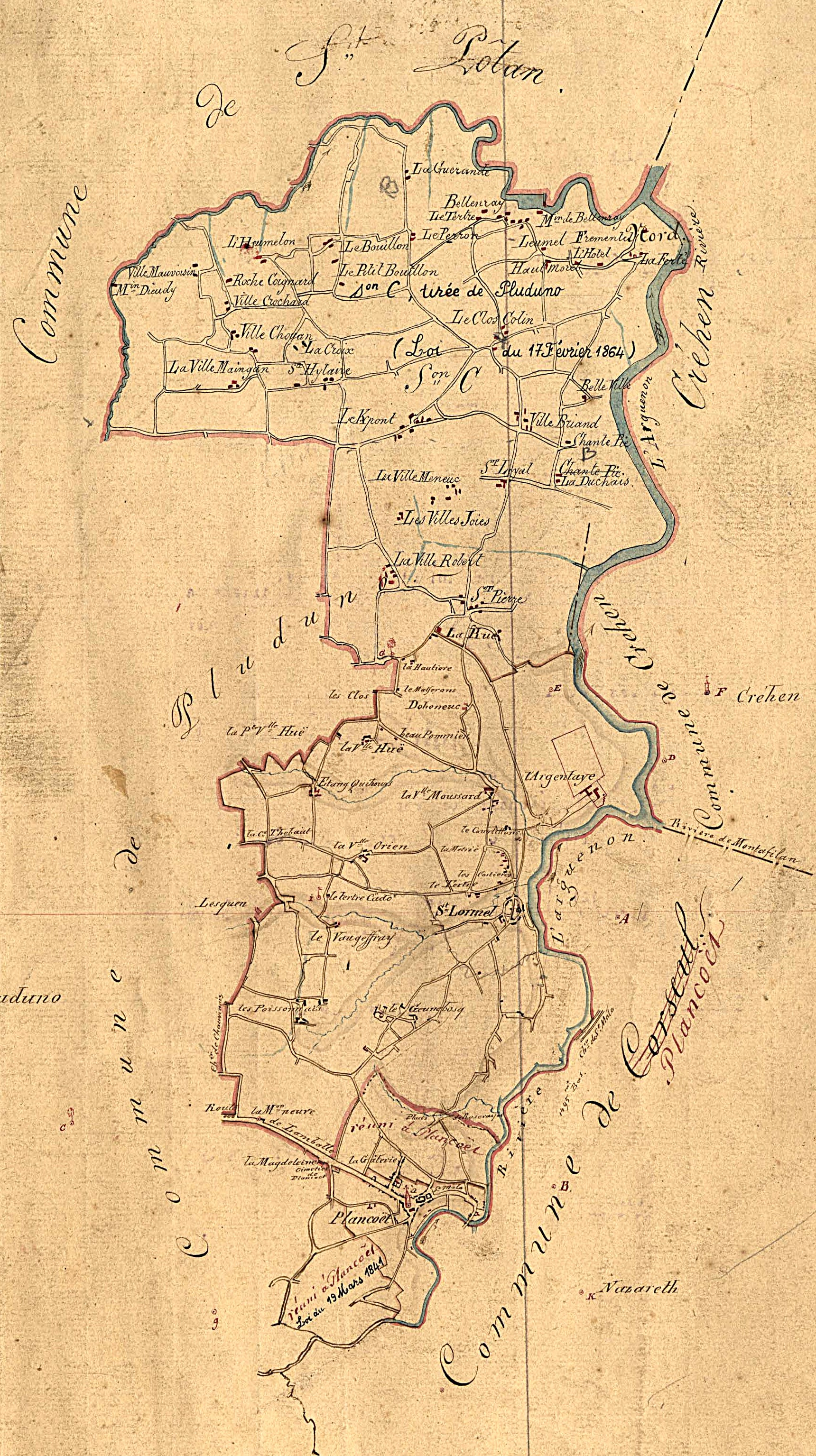
Saint-Lormel ː tableau d'assemblage du cadastre de 1827 ː on y distingue la partie de la commune de Pluduno annexée par Saint-Lormel en 1864.

Dans une pétition datée du 29 mai 1863 et adressée au préfet des Côtes-du-Nord, des habitants de Pluduno déclarent : « Séparés de leur chef-lieu par des distances considérables qui varient entre 6 et 7 km pour les piétons, ils éprouvent les plus grandes difficultés de communication par suite de l'absence ou du mauvais état des routes. Pour arriver avec voiture au bourg de Pluduno, ils sont forcés de parcourir 9 kilomètres et de passer par les communes de Saint-Lormel et Plancoët. Ce chemin vicinal demeurant constamment impraticable, il en résulte que les enfants sont souvent empêchés de fréquenter l'école (..). Par ailleurs une partie notable des pétitionnaires se voient fréquemment empêchés de se rendre aux offices religieux (..). Pour les inhumations, le transport des cercueils devient excessivement pénible (..) ». Des demandes analogues avaient déjà vainement été faites en 1842, 1849 et 1854. La demande est enfin acceptée en 1864 et la section du Val, comprenant 21 villages, rattachée à la commune de Saint-Lormel.
Cette modification territoriale, effective en 1864, fit passer Saint-Lormel de 408 à 992 hectares et de 365 à 772 habitants. À peu près au même moment, en 1856, fut décidé le déplacement décidé du bourg (l'ancien étant désormais appelé "Vieux-Bourg") au lieu-dit "Le Bolen" à l'est du village de Dohéneuc et la construction d'une nouvelle église paroissiale (l'ancienne église menaçait ruine) sur un terrain donné par la famille Rioust de Largentaye, ainsi que d'un nouveau presbytère et d'un nouveau cimetière dans le nouveau bourg.
Joachim Gaultier du Mottay écrit en 1862 que Saint-Lormel possède une école mixte ayant 30 élèves, que son territoire est très accidenté, particulièrement sur les bords de l'Arguenon, qu'il s'y tient une foire chaque premier lundi de juillet et que l'église a conservé trois portes élégantes datant du XIIe siècle et qu'on voit dans l'intérieur un puits placé sous la chaire. « Les pèlerins qui viennent invoquer le saint patron de l'église pour la guérison des maux d'yeux, se lavent avec l'eau de ce puits. La fête de saint Lunaire se célèbre le premier dimanche de juillet ». Il décrit aussi le château de l'Argentaye, construit en 1840 pour Marie-Ange Rioust de Largentaye, député, qui possède notamment une très riche bibliothèque et de nombreux objets d'origine gallo-romaine provenant des découvertes faites à Corseul et sa chapelle, construite en 1854 « dans le style du XIIIe siècle » (architecte Martial Pelfresne) et placée sous le patronage de saint René.

### Le XXe siècle

#### La Belle Époque

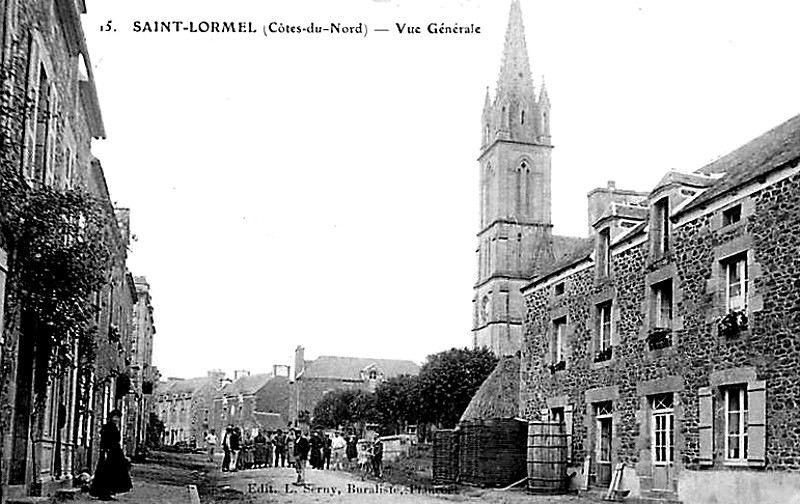
Saint-Lormel ː vue du bourg au début du XXe siècle (carte postale).
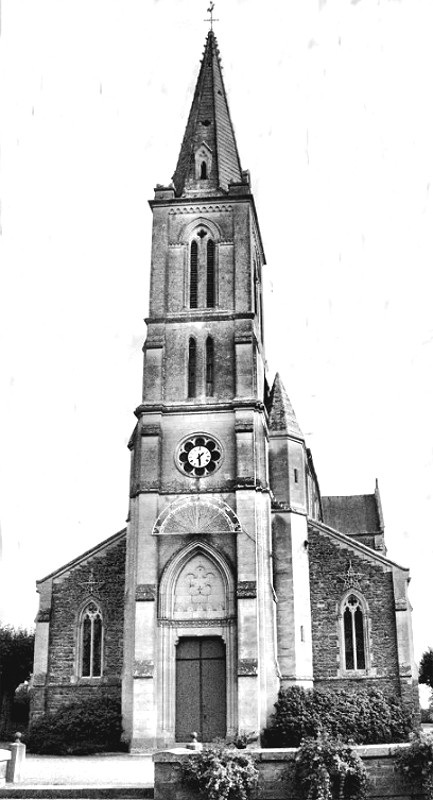
Saint-Lormel ː la façade de l'église paroissiale au début du XXe siècle (carte postale).
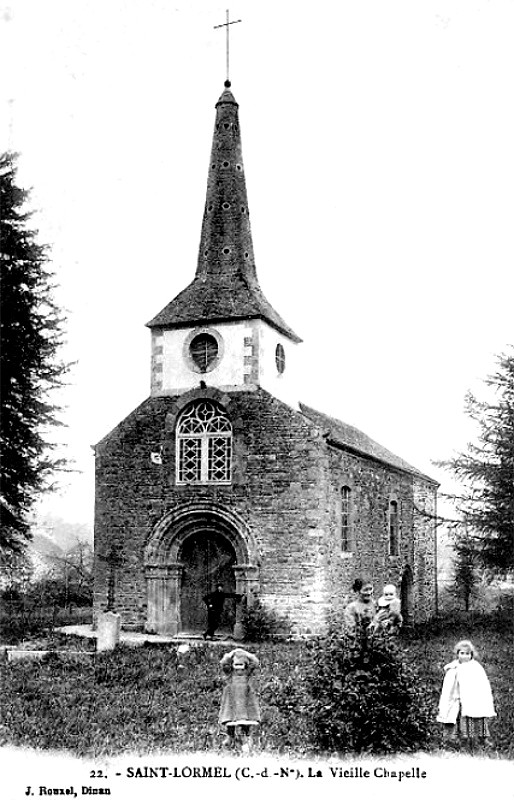
Saint-Lormel ː l'ancienne église paroissiale du Vieux-Bourg au début du XXe siècle (carte postale).

#### La Première  Guerre mondiale
Le monument aux morts de Saint-Lormel porte les noms de 40 soldats morts pour la Patrie pendant la Première Guerre mondiale ; parmi eux 2 au moins sont morts en Belgique (dont Marie Ange Bouan (né le 18 juillet 1888), tué  à l'ennemi dès le 22 août 1914 à Jemeppe-sur-Sambre et Émile Morin, tué le même jour à Boesinghe) ; Jean Guérin est mort en 1915 alors qu'il était  prisonnier en Allemagne ; la plupart des autres sont morts sur le sol français :

#### L'Entre-deux-guerres
Le monument aux morts, dû à l'architecte E. Gallée, d'Évran, est édifié en 1931. Il est en forme d'obélisque, les noms des soldats morts lors de la Première  Guerre mondiale sont indiqués ä sa base et encadrés par des tiges de laurier, avec au centre une grande croix ; il pète en haut du fût un portrait de soldat encadré  de feuilles de palmes et de chênes, surmontant l'inscription : "St-Lormel à ses enfants" ; au sommet du monument une croix de guerre est sculptée. Après la Seconde Guerre mondiale les noms des victimes de cette guerre ont été rajoutés.

#### La Seconde Guerre mondiale

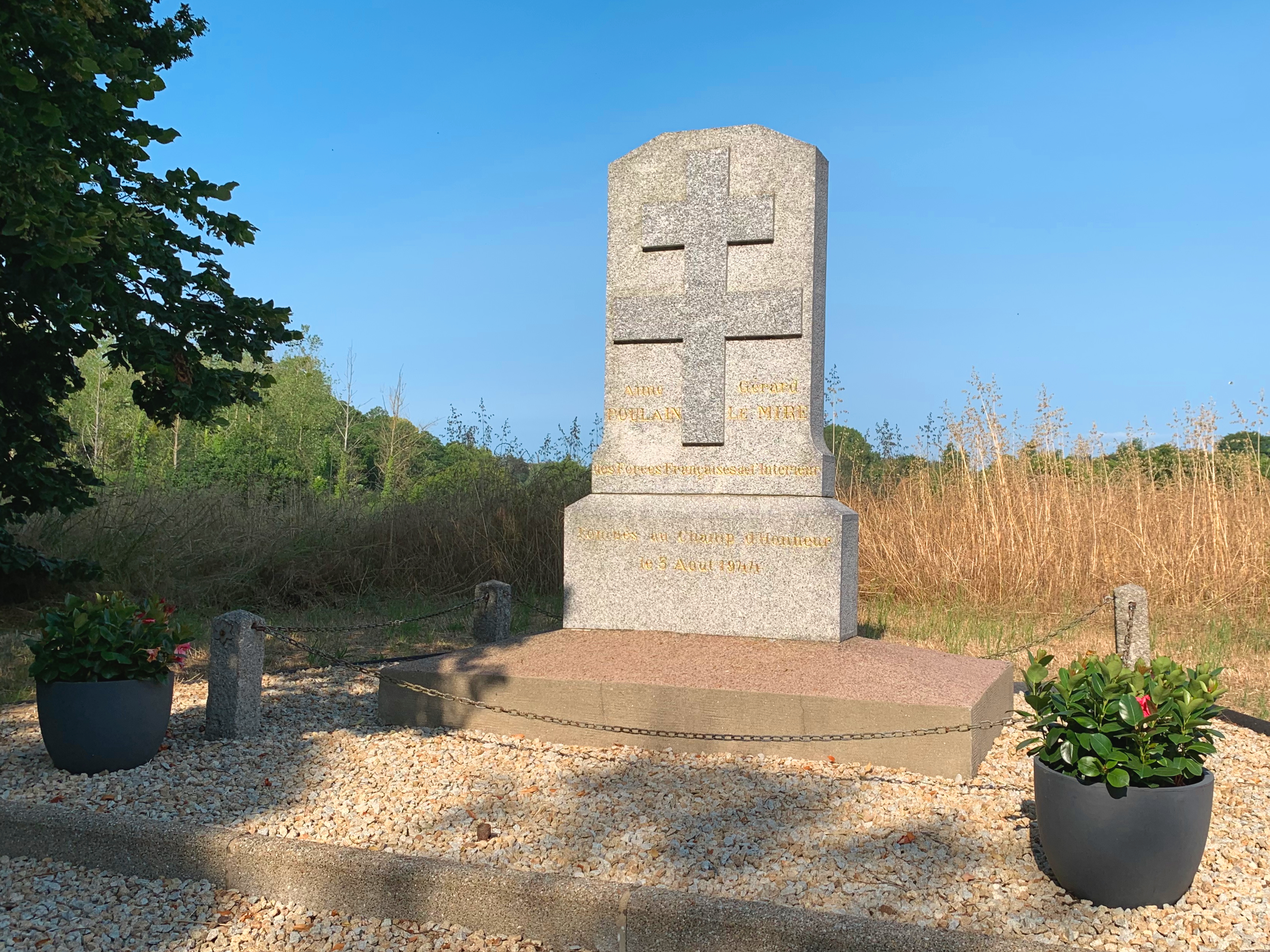
La stèle du Vieux-Bourg, érigée en souvenir d'Aimé Poulain et de Gérard Lemire, deux enfants du pays engagés dans la résistance, fusillés par les Allemands en ces lieux, le 3 août 1944.

Le monument aux morts de Saint-Lormel porte les noms de 4 personnes mortes pour la France durant la Seconde Guerre mondiale dont Hippolyte Lédé, mort de maladie le 7 août 1940 à Clermont-Ferrand et Marie Dibonet, résistante, morte au camp de concentration de Ravensbrück (probablement gazée) en 1945 quelques jours avant la libération du camp par les Soviétiques.

## Population et société

### Démographie
L'évolution du nombre d'habitants est connue à travers les recensements de la population effectués dans la commune depuis 1793. Pour les communes de moins de 10 000 habitants, une enquête de recensement portant sur toute la population est réalisée tous les cinq ans, les populations de référence des années intermédiaires étant quant à elles estimées par interpolation ou extrapolation. Pour la commune, le premier recensement exhaustif entrant dans le cadre du nouveau dispositif a été réalisé en 2005.

En 2022, la commune comptait 883 habitants, en évolution de +0,8 % par rapport à 2016 (Côtes-d'Armor : +1,78 %, France hors Mayotte : +2,11 %).
| 1793 | 1800 | 1806 | 1821 | 1831 | 1836 | 1841 | 1846 | 1851 |
| ---- | ---- | ---- | ---- | ---- | ---- | ---- | ---- | ---- |
| 352  | 345  | 306  | 389  | 434  | 426  | 420  | 387  | 372  |

| 1856 | 1861 | 1866 | 1872 | 1876 | 1881 | 1886 | 1891 | 1896 |
| ---- | ---- | ---- | ---- | ---- | ---- | ---- | ---- | ---- |
| 376  | 365  | 820  | 832  | 901  | 911  | 903  | 907  | 901  |

| 1901 | 1906 | 1911 | 1921 | 1926 | 1931 | 1936 | 1946 | 1954 |
| ---- | ---- | ---- | ---- | ---- | ---- | ---- | ---- | ---- |
| 909  | 873  | 816  | 692  | 681  | 678  | 697  | 681  | 704  |

| 1962 | 1968 | 1975 | 1982 | 1990 | 1999 | 2005 | 2006 | 2010 |
| ---- | ---- | ---- | ---- | ---- | ---- | ---- | ---- | ---- |
| 729  | 716  | 736  | 780  | 787  | 777  | 867  | 876  | 876  |

| 2015 | 2020 | 2022 | - | - | - | - | - | - |
| ---- | ---- | ---- | - | - | - | - | - | - |
| 877  | 881  | 883  | - | - | - | - | - | - |

## Culture locale et patrimoine

### Lieux et monuments
- L'ancienne église Saint-Lunaire (ou chapelle Saint-Lunaire) au lieu-dit le Vieux Bourg,  Inscrite MH (1964, Porte du XIIe siècle de la façade Ouest (cad. B 163))[40]. Cette ancienne église a été construite aux XIIe et XVe siècles mais des fouilles ont permis de révéler l'existence d'un édifice antérieur sans doute d'époque gallo-romaine. L'église conserve, sur sa façade ouest, un portail roman constitué de trois arcs retombant sur des colonnes à chapiteaux sculptés de masques, de divers motifs et symboles. La façade sud, remaniée en 1753, témoigne des nombreuses modifications subies par l'église. Elle est agrémentée d'une porte de style flamboyant de la fin du XVe siècle, décorée d'un lion et d'une chimère. L'église est placée sous le patronage de saint Lunaire représenté à l'intérieur par une statue en bois polychrome du XVIIIe siècle ; une relique (un tibia) du saint aurait été donné par l'évêque de Saint-Malo vers 1750[41]). Dans l'église, il existe un puits dont l'eau a la réputation d'être, avec la bénédiction du saint, un remède pour les maux d'yeux. Les pèlerins y venaient autrefois en grand nombre pour en boire ou s'en laver les yeux. Quant à l'ancien enclos paroissial qui entoure l'église Saint-Lunaire, il a conservé ses ifs millénaires et son calvaire du XVe siècle[42].

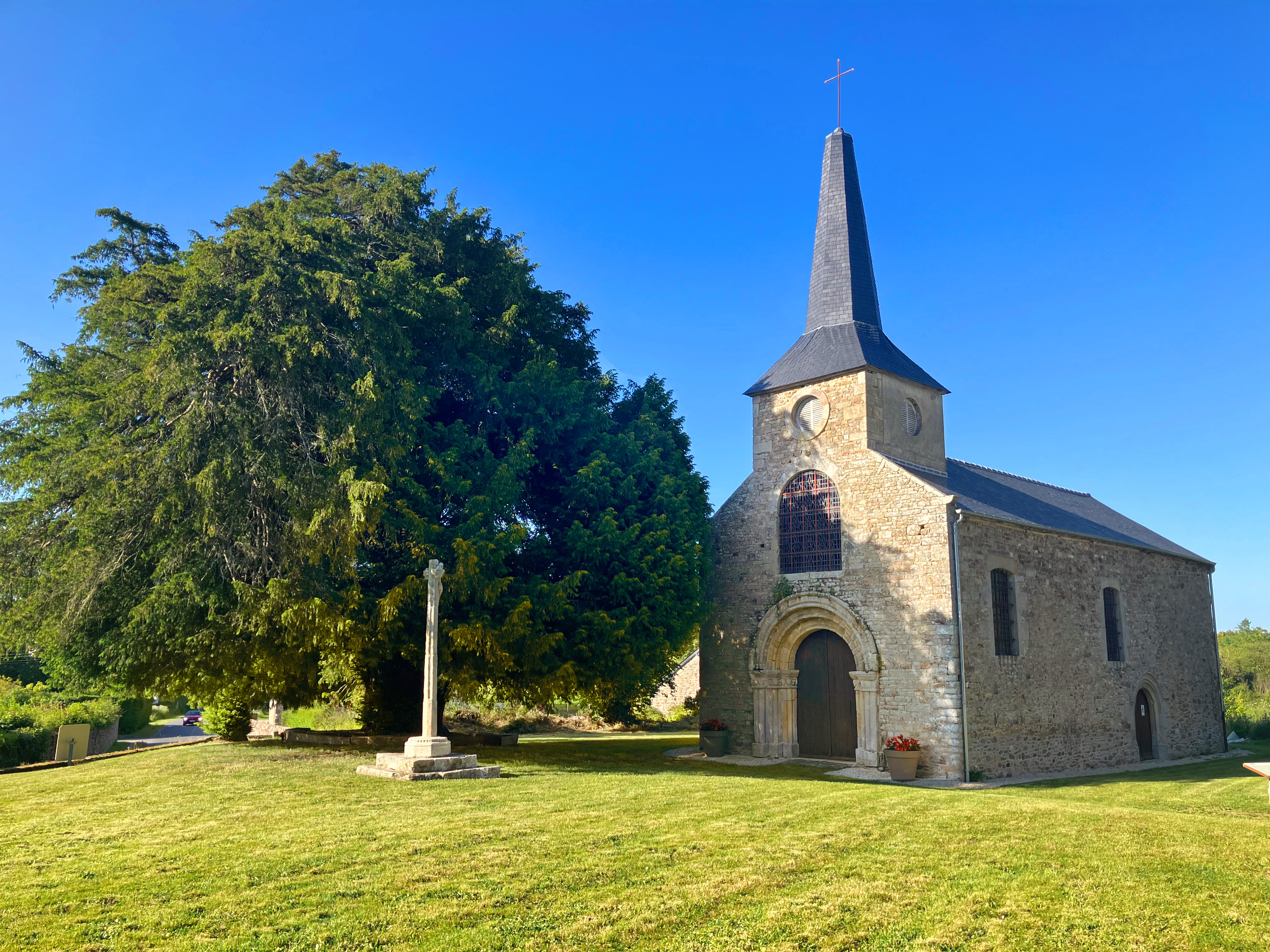
L'ancienne église Saint-Lunaire.
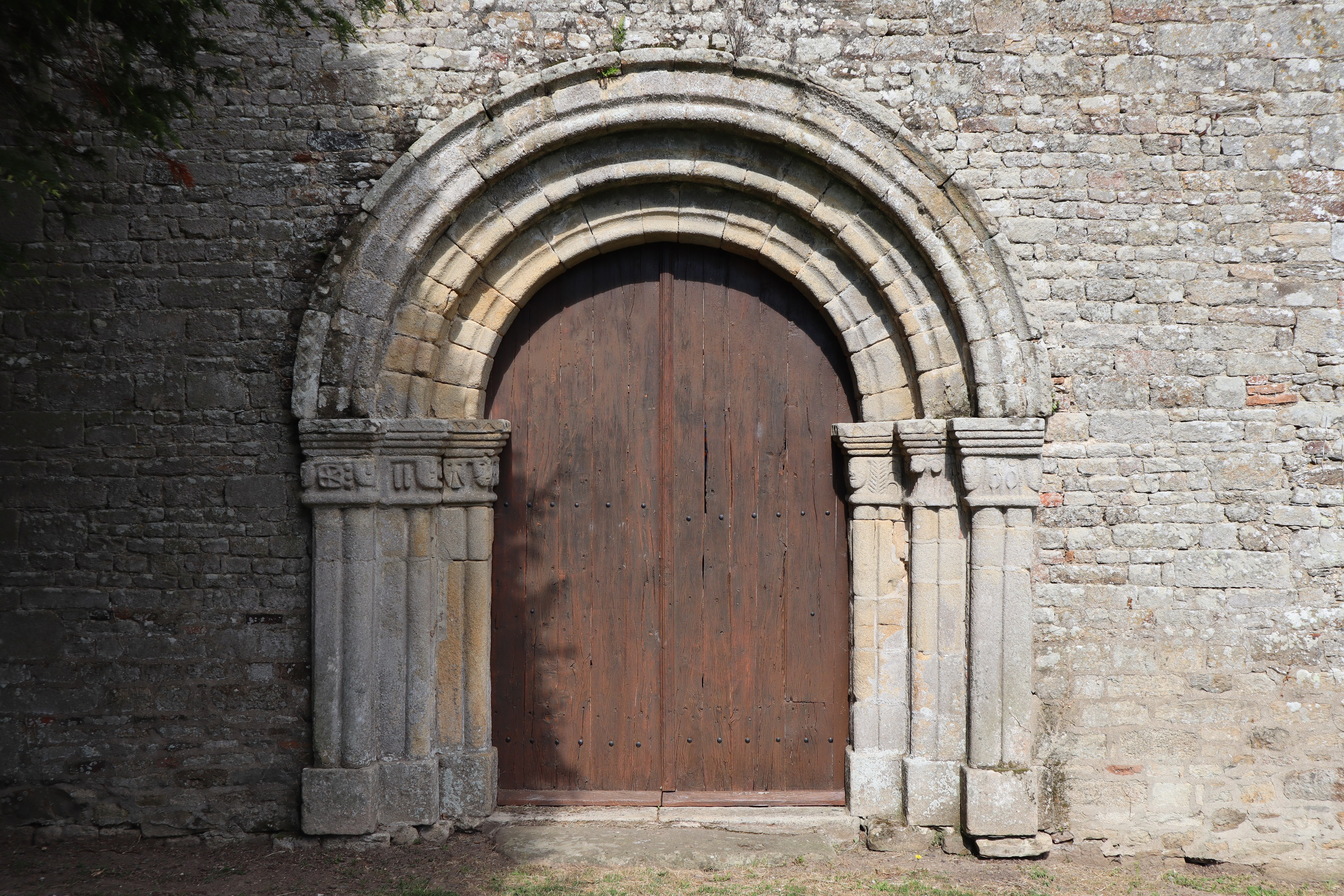
Ancienne église Saint-Lunaire : portail.
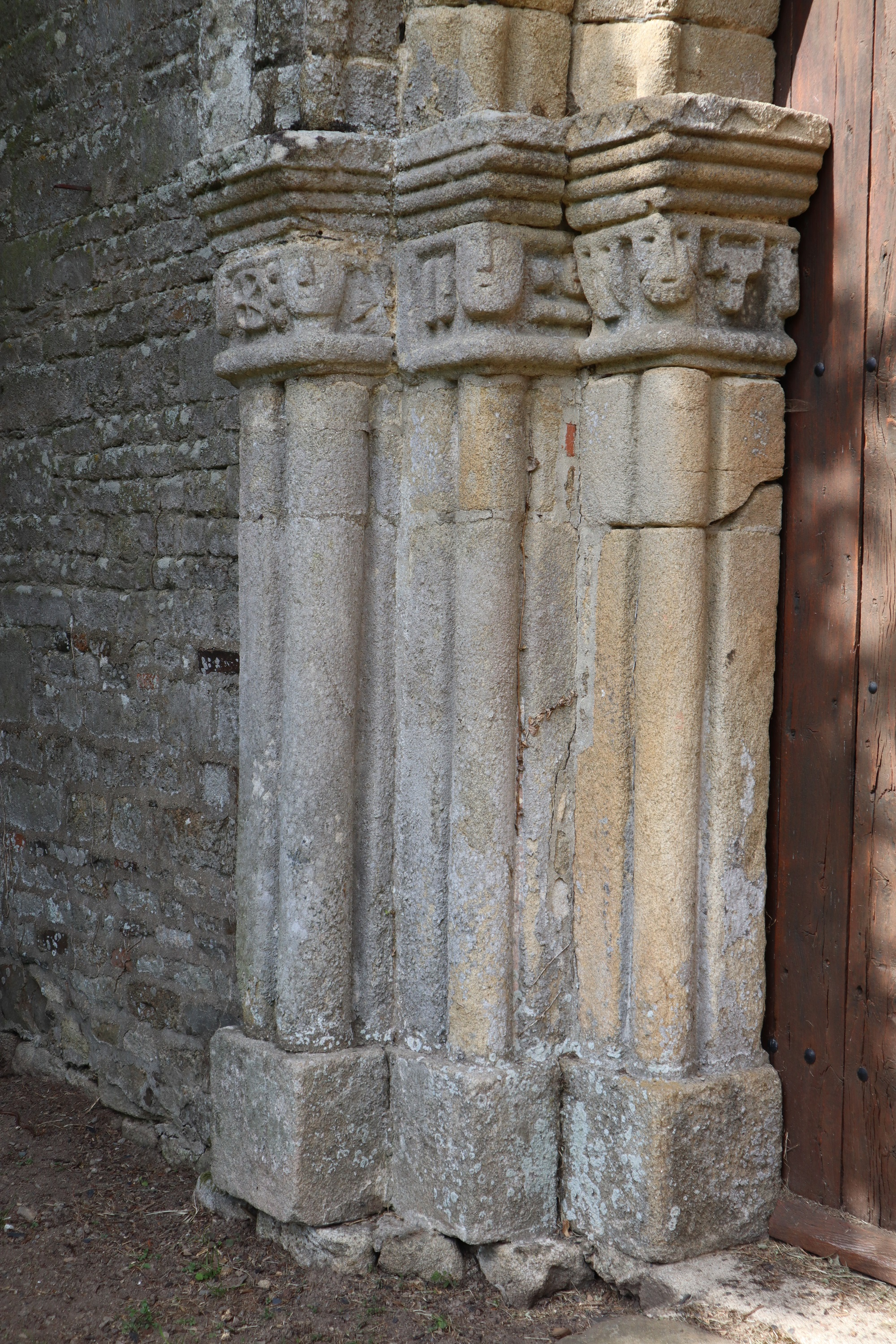
Ancienne église Saint-Lunaire : chapiteaux.
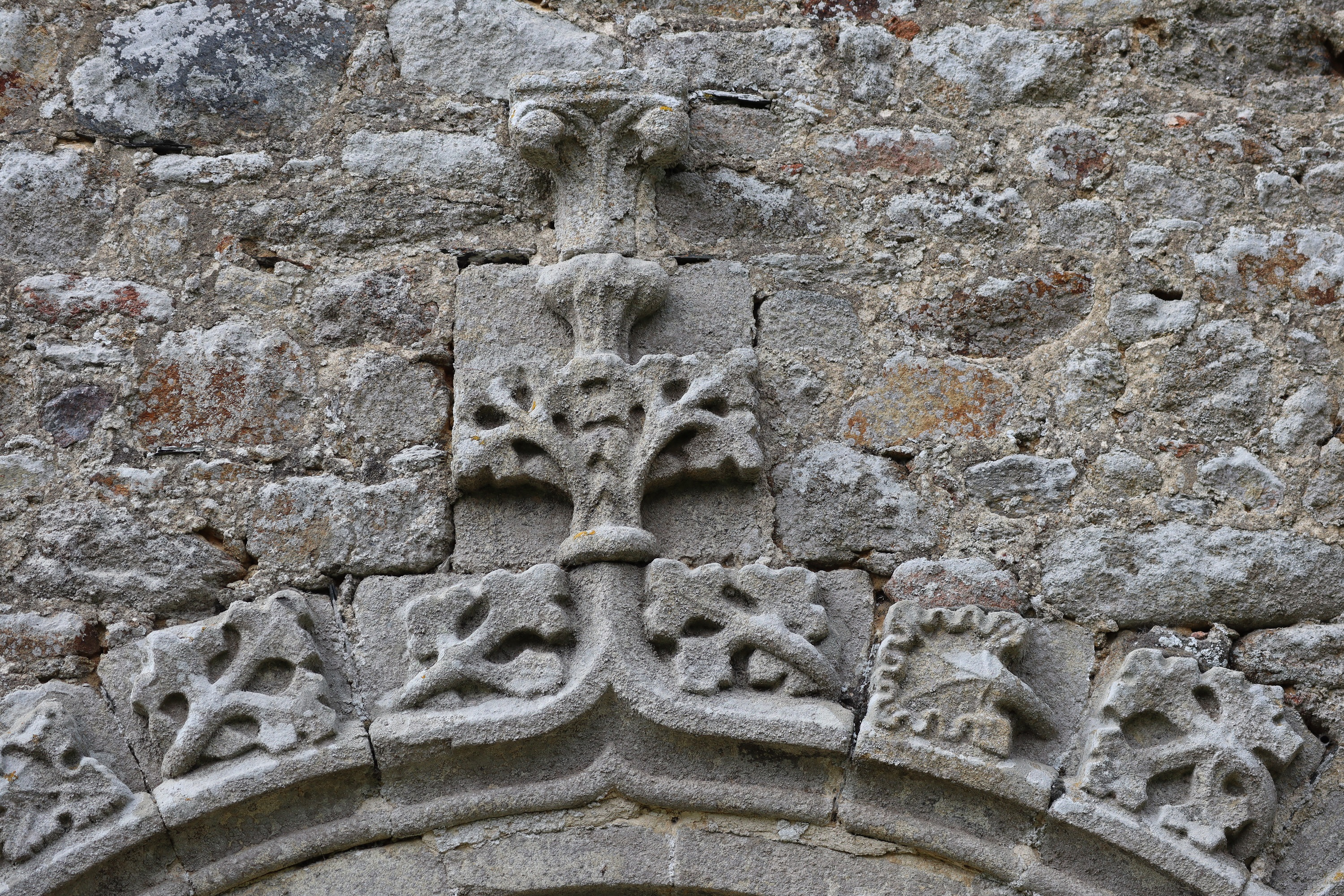
Ancienne église Saint-Lunaire : détails d'une sculpture.

- L'église actuelle Saint-Lunaire de style néo-gothique construite en 1864 et en forme de croix latine.

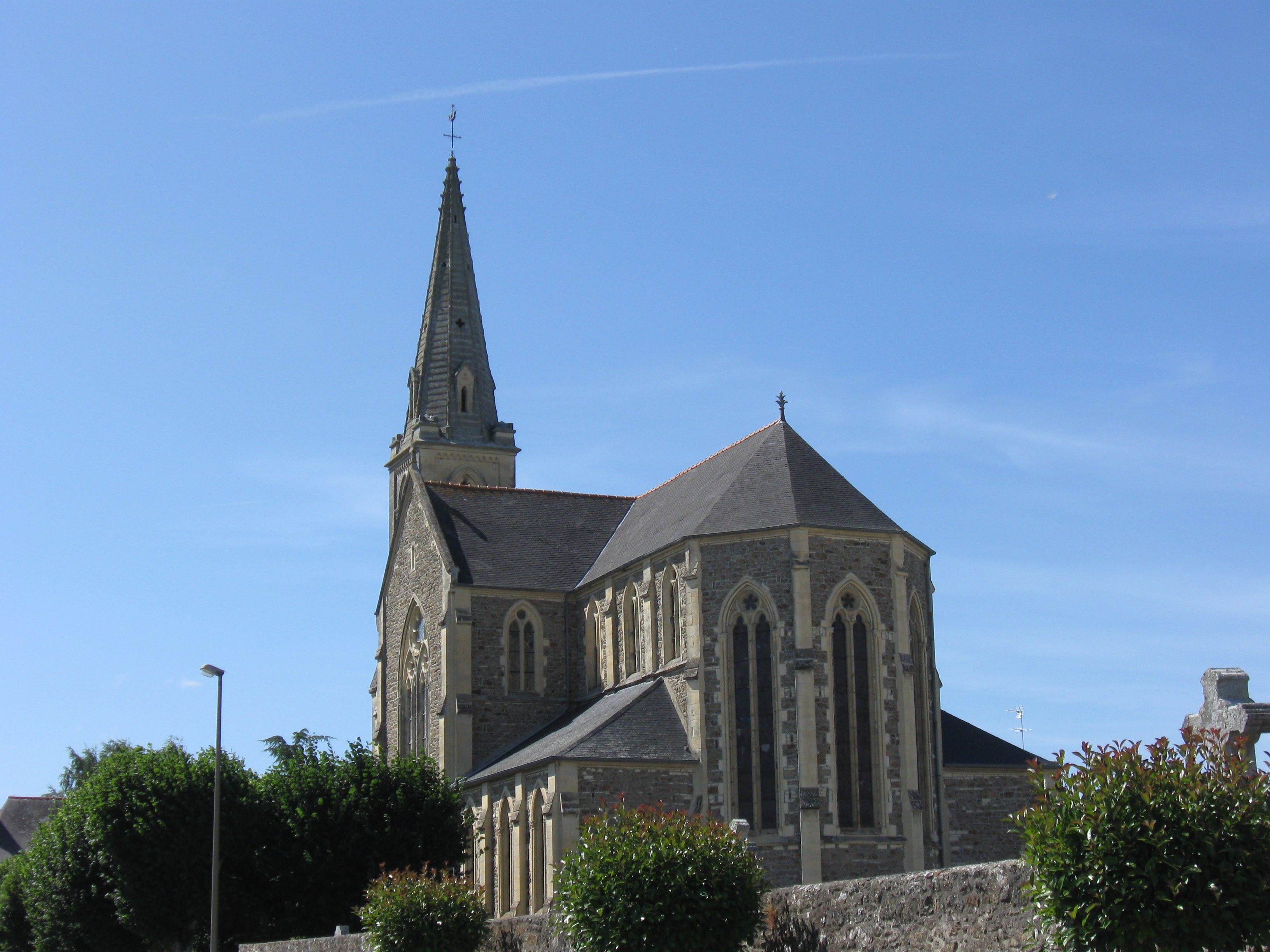
L'église Saint-Lunaire, construite en 1864-1865 par l'architecte Maignan en raison du déplacement du bourg à la suite de l'annexion de la section du Val[43].

- Le château de la Ville-Robert, ancienne résidence de la  famille seigneuriale de Saint-Méloir au XVIIe siècle et au XVIIIe siècle[44].

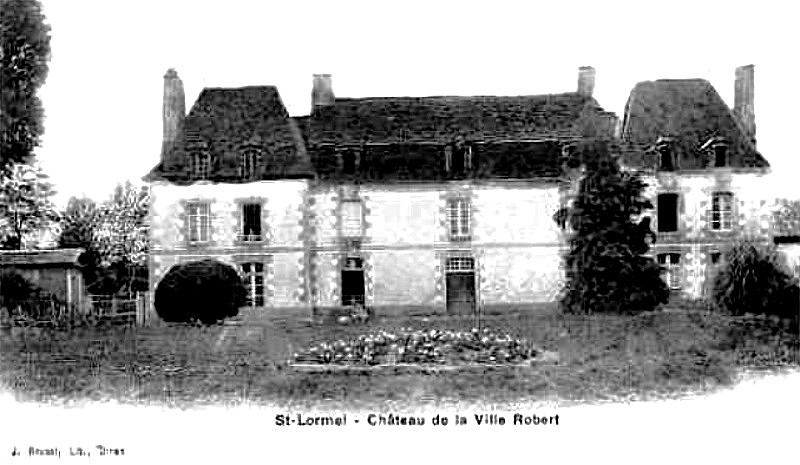
Le château de la Ville-Robert au début du XXe siècle (carte postale).

- Le château de l'Argentaye et son parc,  Inscrit MH (1993, parc ; portail ; enclos ; communs ; chapelle ; colombier ; ferme ; pavillon ; salon ; salle à manger ; escalier)[45],[46].

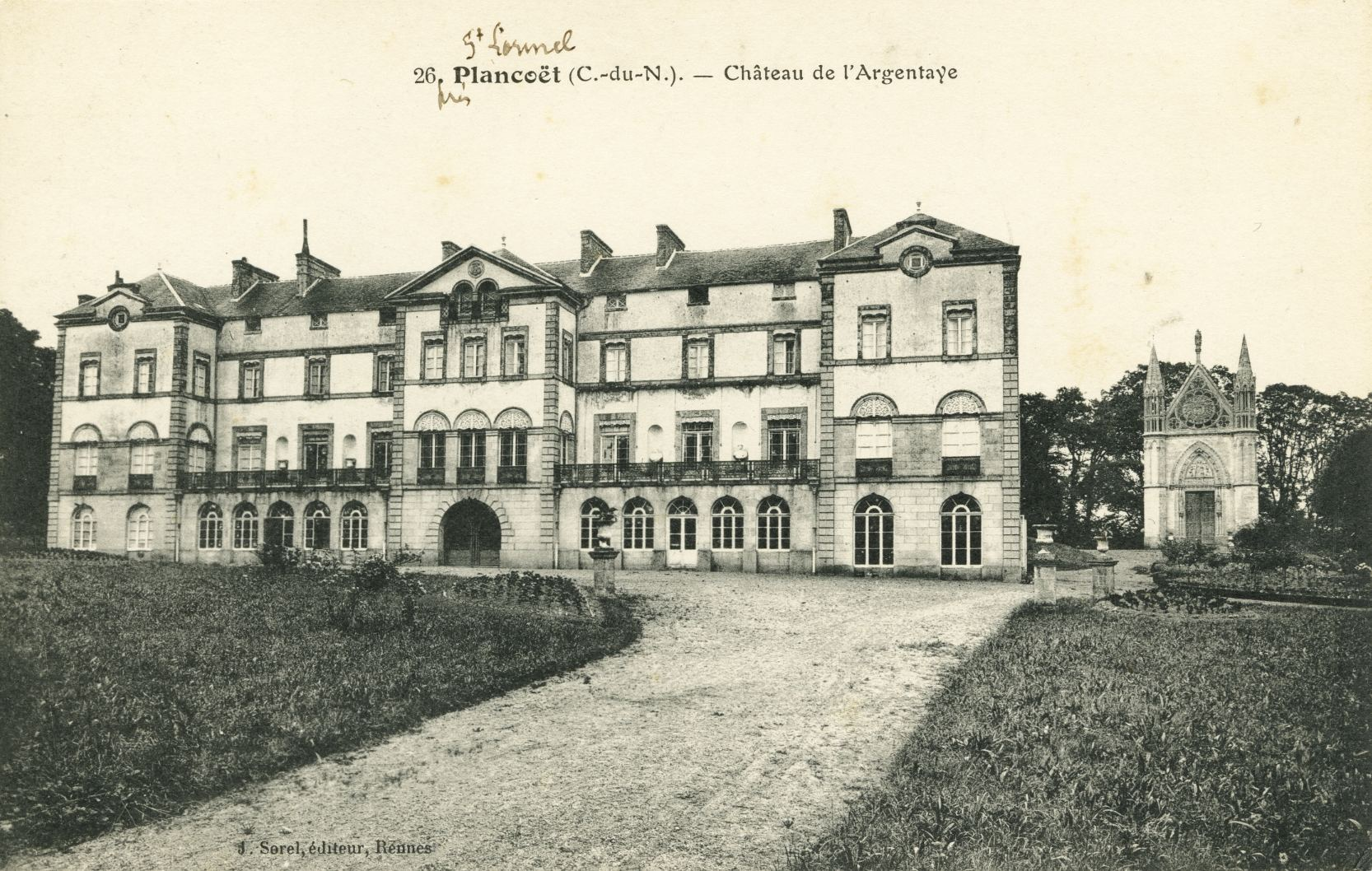
Le château de Largentaye au début du XXe siècle (carte postale).
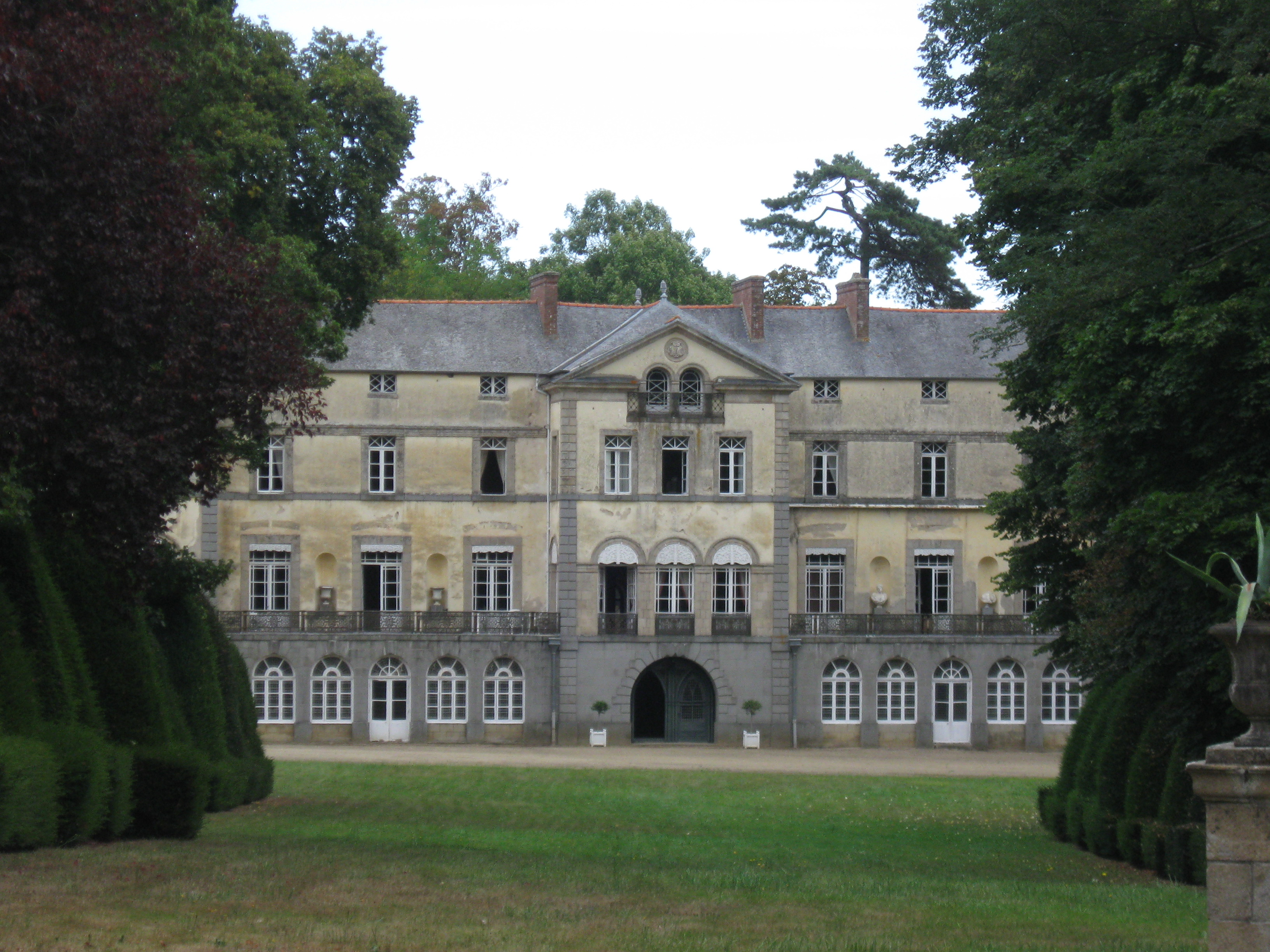
Le château de l'Argentaye : façade principale.
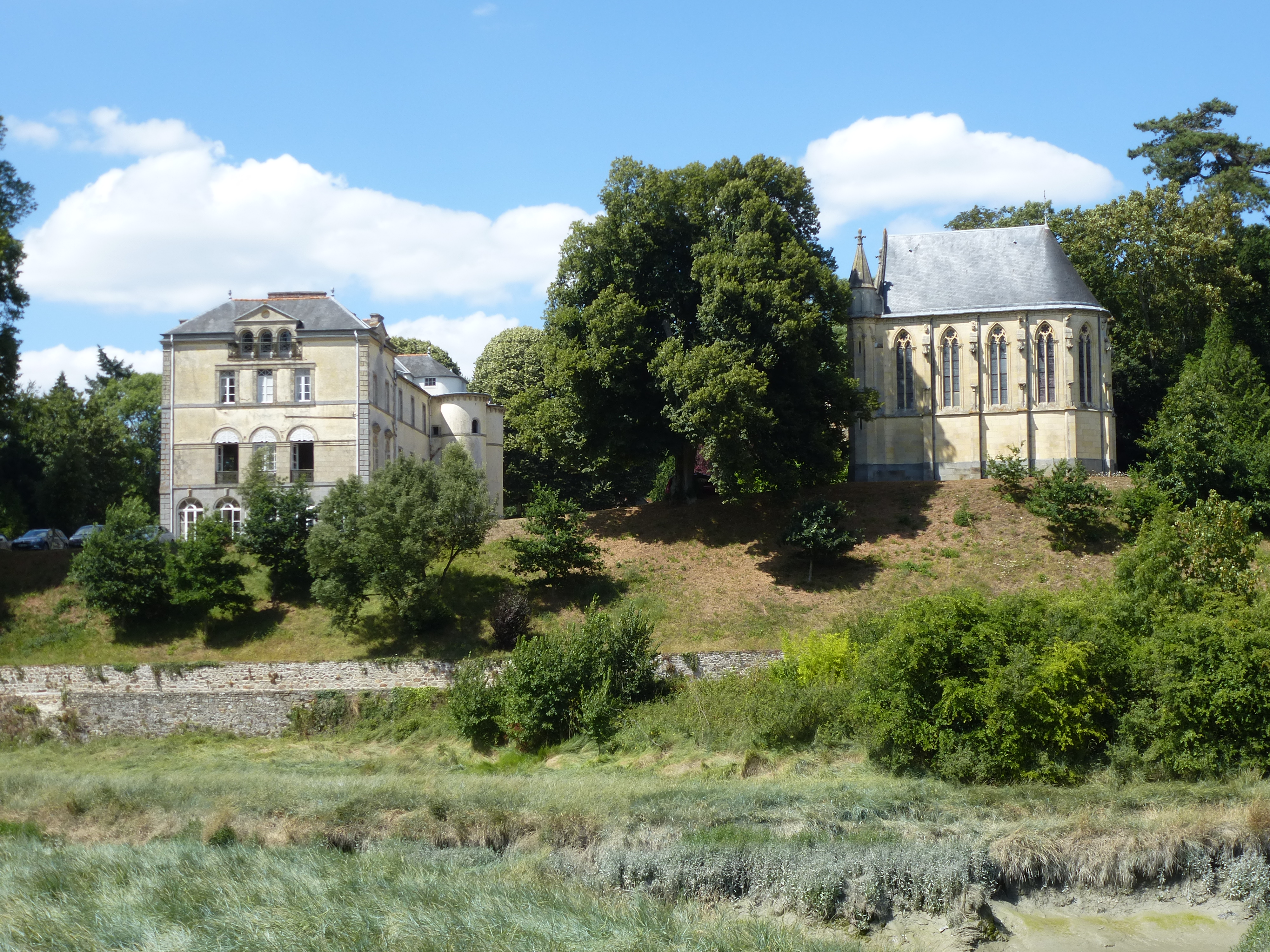
Le château de Largentaye et sa chapelle.
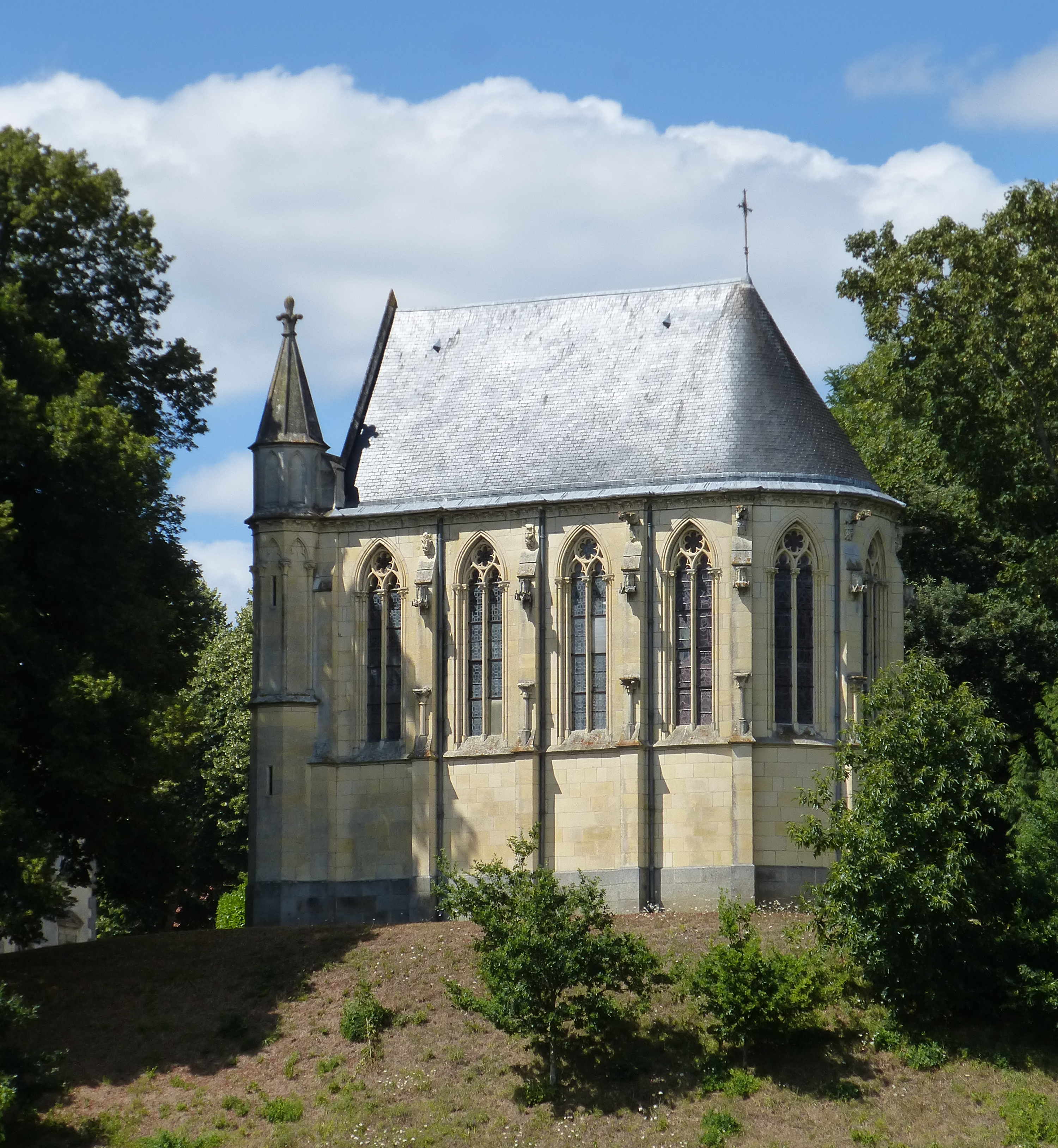
La chapelle Saint-René (chapelle du château de Largentaye).

- La chapelle Saint-René, de style néogothique, chapelle du château de Largentaye[47].
- La chapelle Saint-Pierre, reconstruite au XIXe siècle (son clocheton date de 1989) et sa croix datant du XVe siècle. Selon la tradition, en 1864 lors de l'annexion de la section du Val par Saint-Lormel, les paroissiens de Pluduno avaient voulu transférer une statue de saint Pierre dans leur église, mais les bœufs tirant la charrette arrivés au hameau de la Saudrais auraient refusé d'avancer plus loin et la statue fut replacée dans sa chapelle originelle[48].

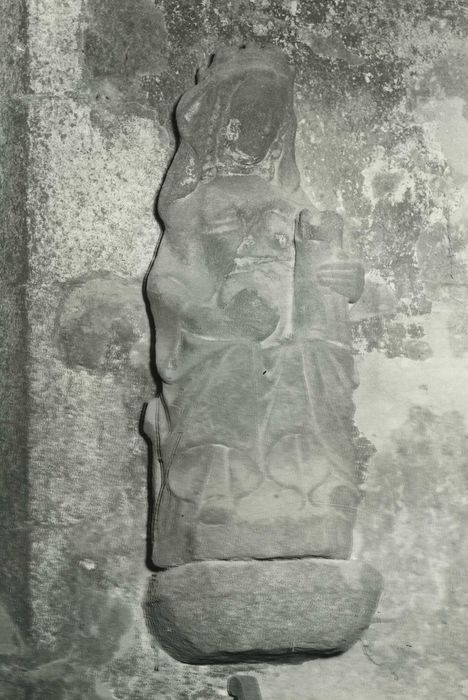
Chapelle Saint-Pierre ; groupe sculpté Vierge à l'Enfant.

- Le manoir de la Villemeneuc, son portail (qui date du XVIe siècle) et son colombier[49]. Ce manoir était situé en Pluduno jusqu'en 1864 et fut la propriété de la famille de Lesquen jusqu'en 1786 et acheté comme bien national par la famille de Margeot lors de la Révolution française[50].
- Des moulins : le moulin à vent de Dieudy (il n'a plus ses ailes) et le moulin à marée de Bellanray (qui fonctionnait à marée descendante ; fermé en 1928). Deux autres moulins ont existé, l'un près de la Ferté, l'autre au Guennebosq, mais ont disparu.

### Personnalités liées à la commune
- Famille Rioust de Largentaye
- Toussaint du Breil de Pontbriand, décédé en cette commune le 20 février 1844 et inhumé à Pluduno dans les Côtes-d'Armor
- Jacques Le Bel de Penguilly, résistant et membre de la France libre, né à Saint-Lormel le 2 septembre 1919